# Barbodes herrei
Barbodes herrei là một loài cá vây tia thuộc họ Cyprinidae.
Loài này chỉ có ở Philippines.